# 斯達漢諾夫
卡迪伊夫卡（羅馬化：Kadiivka），俄罗斯当局称斯达汉诺夫（羅馬化：Stakhanov），法理上是乌克兰東部盧甘斯克州阿尔切夫斯克区卡迪伊夫卡市镇内的城市及该市镇的行政中心，事实上为俄罗斯卢甘斯克人民共和国的直辖市。該市距離首府卢甘斯克63公里，始建于19世纪中叶，海拔高度251.7米，面積91.8平方公里，主要經濟活動是採礦業，2022年人口数量为73,248人。

## 城市历史
该市原名为卡季耶夫卡（卡迪伊夫卡）。1937年，城市改名为谢尔戈（俄语：Серго），用以纪念谢尔戈·奥尔忠尼启则。1940年，该市被改回原名。1978年，城市再次改名为“斯達漢諾夫”，以纪念苏联矿工阿列克谢·斯达汉诺夫，斯达汉诺夫正是在该市参加工作。
2014年秋，分离主义领导人帕维尔·德雷莫夫控制了斯达汉诺夫，他本人在次年的汽车爆炸中丧生。2016年5月12日，作为去共产主义行动的一部分，乌克兰最高拉达决定恢复此地旧名“卡迪伊夫卡”。但实际控制该市的卢甘斯克人民共和国并不承认这一更名。
2022年俄罗斯全面入侵乌克兰后，据报道俄罗斯瓦格纳集团在斯达汉诺夫设有重要基地，这些基地一再成为乌克兰袭击的目标。自2022年以来，斯达汉诺夫市区多次遭到乌克兰炮击，造成多名平民伤亡。

## 当地名人
- 格里沙·菲利波夫：保加利亚共产党领导人，1981年-1986年任保加利亚部长会议主席。
- 阿納托利·科爾努科夫：前俄罗斯空军总司令。
- 弗拉基米尔·戈良斯基：乌克兰话剧、电视剧演员。

## 图集

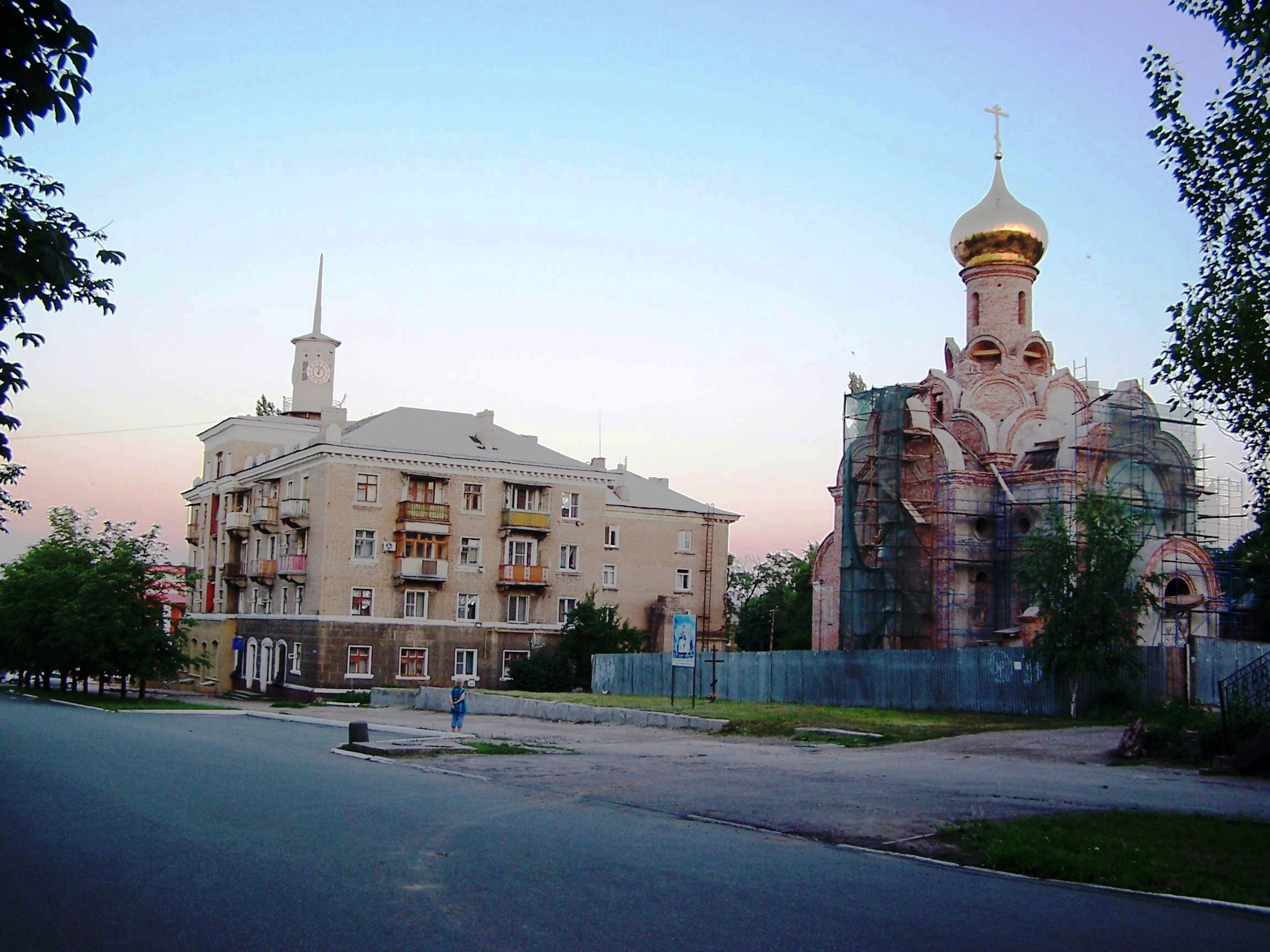
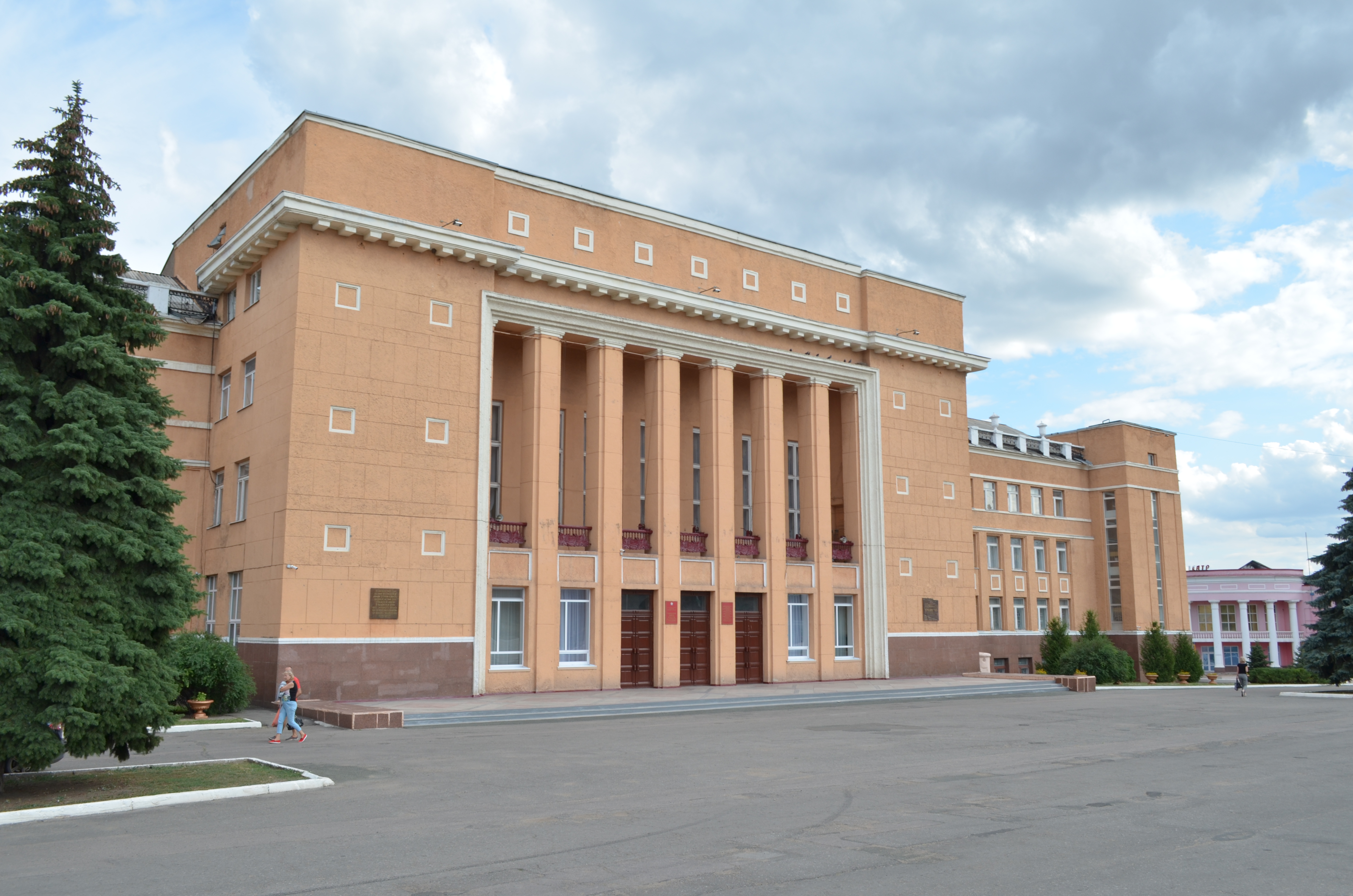